# Wingo
Wingo és una població dels Estats Units a l'estat de Kentucky. Segons el cens del 2000 tenia 581 habitants.

## Demografia
Segons el cens del 2000, Wingo tenia 581 habitants, 246 habitatges, i 177 famílies. La densitat de població era de 246,5 habitants/km².
Dels 246 habitatges en un 32,1% hi vivien nens de menys de 18 anys, en un 51,2% hi vivien parelles casades, en un 15,9% dones solteres, i en un 28% no eren unitats familiars. En el 25,2% dels habitatges hi vivien persones soles el 15% de les quals corresponia a persones de 65 anys o més que vivien soles. El nombre mitjà de persones vivint en cada habitatge era de 2,36 i el nombre mitjà de persones que vivien en cada família era de 2,71.
Per edats la població es repartia de la següent manera: un 26,7% tenia menys de 18 anys, un 6,5% entre 18 i 24, un 25,1% entre 25 i 44, un 24,6% de 45 a 60 i un 17% 65 anys o més.
L'edat mediana era de 39 anys. Per cada 100 dones de 18 o més anys hi havia 82,1 homes.
La renda mediana per habitatge era de 28.083 $ i la renda mediana per família de 30.500 $. Els homes tenien una renda mediana de 30.000 $ mentre que les dones 19.375 $. La renda per capita de la població era de 17.526 $. Entorn del 17,7% de les famílies i el 17% de la població estaven per davall del llindar de pobresa.

## Poblacions més properes
El següent diagrama mostra les poblacions més properes.